# Betafita
La betafita és una espècie mineral de la classe dels òxids desacreditada actualment. Va ser anomenada així el 1912 per Antoine François Alfred Lacroix per la localitat de Betafo (Madagascar). L'espècie va ser redefinida 1977 per Hogarth i la comissió de la IMA encarregada en els nous minerals i els noms dels minerals com una varietat o sinònim del supergrup piroclor. El terme betafita també dona nom a un grup de minerals: el grup de la betafita.

## Característiques i formació
Les betafites tenen una alta radioactivitat degut al seu alt contingut en urani. Cristal·litzen en el sistema cúbic. La tangenita és una varietat impura amb contingut de TiO₂. És un mineral típic de les pegmatites granítiques, mentre que és rar que aparegui en roques carbonatades.
Segons la classificació de Nickel-Strunz, la betafita pertany a «04.DH: Òxids amb proporció Metall:Oxigen = 1:2 i similars, amb cations grans (+- mida mitjana); plans que comparteixen costats d'octàedres» juntament amb els següents minerals: brannerita, ortobrannerita, thorutita, kassita, lucasita-(Ce), bariomicrolita, bariopiroclor, bismutomicrolita, calciobetafita, ceriopiroclor, cesstibtantita, jixianita, hidropiroclor, natrobistantita, plumbopiroclor, plumbomicrolita, plumbobetafita, stibiomicrolita, strontiopiroclor, stannomicrolita, stibiobetafita, uranpiroclor, yttrobetafita, yttropiroclor, fluornatromicrolita, bismutopiroclor, hidrokenoelsmoreita, bismutostibiconita, oxiplumboromeïta, monimolita, cuproromeita, stetefeldtita, estibiconita, rosiaita, zirconolita, liandratita, petscheckita, ingersonita i pittongita.